# Пецо Ромев
Пецо Ромев е гръцки партизанин и деец на НОФ.

## Биография
Ромев е роден в леринското село Горничево, на гръцки Кели, Гърция. В 1943 година по време на окупацията на Гърция през Втората световна война се включва в комунистическата съпротива. Участва в Гръцката гражданска война. Командва взвод, чета и батальон на ДАГ. Като майор от ДАГ загива в Битката на Грамос.